# My Ambulance
My Ambulance (em tailandês:  รักฉุดใจนายฉุกเฉิน; RTGS: Rak Chut Chai Nai Chukchoen) é uma telenovela tailandesa exibida pela One31 de 6 de setembro a 26 de outubro de 2019, estrelada por Davika Hoorne, Sunny Suwanmethanont e Wongravee Nateetorn. A série é produzida por Nadao Bangkok e dirigida por Naruebet Kuno.

## Enredo
Peng (Sunny Suwanmethanont) é moradora de um centro de emergência, e Tantawan (Davika Hoorne) está apaixonada há 15 anos, principalmente porque eles possuem um poder mágico entre eles que torna Peng capaz de ir a Tantawan quando ela o chama. Um dia, eles sofreram um acidente de trânsito e Thantawan está gravemente ferido. Quando ela acordou, ela perdeu a memória do acidente. Sem o conhecimento dela, a verdade sobre o acidente está escondida por Peng e todas as pessoas ao seu redor.
Uma jovem e comovente estagiária, Chalarm (Wongravee Nateetorn) apareceu em sua vida e a lembrou do mesmo sentimento que ela teve por Peng. Enquanto seu poder mágico com Peng foi enfraquecendo, Chalarm começou a ter o poder mágico que levava à sua confusão - quem é a pessoa certa para ela. Durante esse tempo, Peng também conheceu uma nova garota chamada Paebii (Kanyawee Songmuang), que gosta de Peng e veio ao hospital como motorista de ambulância para se aproximar dele.

## Elenco

### Elenco principal
- Davika Hoorne como Thantawan Popboribun
  - Sawanya Paisarnpayak como Thantawan (jovem)
- Sunny Suwanmethanont como Parama Otwaphan (Peng)
  - Vachirawit Chivaaree como Peng (jovem)
- Wongravee Nateetorn como Mahatmutra Sakulsirichai (Chalam)

### Elenco recorrente
- Kanyawee Songmuang como Bami Phibulsawatdi
- Putthipong Assaratanakul como Thara Thadalaksa (Tao)
- Krit Amnuaydechkorn como Tiwkaow Popboribun
- Ponlawit Ketprapakorn como Chonlathorn Khayanwongsa (Wan)
- Napat Chokejindachai como Wangkorn Hankul (Lek)
- Paweenut Panakorn como Tak
- Thiti Mahayotaruk como Taai
- Machida Sutthikulphanich como Khim

### Cameos
- Lukkhana Siriwong como mãe de Peng
- Nitmon Ladapornphiphan como a menina com doença cardíaca
- Buppa Suttisanon como mãe de Thantawan
- Nophand Boonyai como pai de Thantawan
- Varit Hongsananda como Chao
- Banjong Pisanthanakun como psiquiatra

## Trilha sonora
- Ice Paris e Pearwah Nichaphat - Rak Tit Siren (Love Siren) [6]
- Billkin - You Are My Everything [7]
- Sunny Suwanmethanont & Sky Wongravee - Love Message [8]
- Mai Davika - Tok Lum Rak (Heartbeat)
- Thanaerng Kanyawee - Mai Penrai Rok (It's OK) [9]
- Ice Paris - Rak Tit Siren (Love Siren) (Midnight Version) [10]
- Friday - Nao Ni (This Winter)
- Scrubb - Khao Kan Di (Well)
- Buachompoo Sahavat - Love Message